# Тимбер Лејкс (Јута)
Тимбер Лејкс (енгл. Timber Lakes) насељено је место без административног статуса у америчкој савезној држави Јута.

## Демографија
По попису из 2010. године број становника је 607, што је 318 (110,0%) становника више него 2000. године.
| Група             | 2000.       | 2010.       |
| Белци             | 270 (93,4%) | 579 (95,4%) |
| Афроамериканци    | 3 (1,0%)    | 0 (0,0%)    |
| Азијати           | 1 (0,3%)    | 5 (0,8%)    |
| Хиспаноамериканци | 13 (4,5%)   | 16 (2,6%)   |
| Укупно            | 289         | 607         |